# Fernando de la Cerda
Fernando de la Cerda o bien Fernando de Castilla "el de la Cerda" (Valladolid, 23 de octubre de 1255 - Ciudad Real, 25 de julio de 1275) era un infante de Castilla por ser hijo primogénito del rey Alfonso X el Sabio y heredero al trono castellano hasta su fallecimiento en el año 1275. Le llamaban con el mote de «el de la Cerda» porque nació con un lunar peludo, como una cerda o crin, en el pecho o en la espalda según la versión.

## Orígenes familiares
Fue hijo de Alfonso X, rey de Castilla, y de su esposa, la reina Violante de Aragón. Por parte paterna era nieto de Fernando III, rey de Castilla y León, y de su primera esposa, la reina Beatriz de Suabia. Por parte materna era nieto de Jaime I el Conquistador, rey de Aragón, y de su esposa, la reina Violante de Hungría. 

## Biografía
El infante Fernando de la Cerda nació en la ciudad de Valladolid el 23 de octubre de 1255. En las Cortes de Vitoria de 1256 fue proclamado y juramentado como heredero del trono. Al cumplir el infante Fernando diez años de edad su padre concertó su matrimonio con la infanta Blanca de Francia, hija de Luis IX de Francia, enviando para ello embajadores al país galo, y siendo firmadas las capitulaciones en la ciudad de París el 28 de septiembre de 1266.
Sin embargo, a causa de la juventud de los contrayentes, el enlace no se celebró hasta tres años después, en la ciudad de Burgos, el 30 de noviembre de 1269, con asistencia de toda la corte y de numerosos magnates del reino. Contaba entonces el infante Fernando con catorce años de edad, mientras que su esposa era tres años mayor que él. Después de los esponsales el infante fue armado caballero por su padre el rey. A su vez, Fernando de la Cerda armó como caballeros a sus hermanos los infantes Juan y Pedro de Castilla, y hubiese debido armar a su hermano el infante Sancho, pero este se negó a ser armado por él.
Poco después de celebrarse su boda, el infante Fernando se dirigió en peregrinación a Santiago de Compostela, atendiendo al mismo tiempo los asuntos del Reino de León. En 1271, durante una estancia de Alfonso X en el Reino de Murcia, ordenó el monarca que todos los asuntos fueran transferidos al infante Fernando de la Cerda, que en esos momentos se encontraba en la ciudad de Valladolid.  El 15 de julio de 1272 fue nombrado Adelantado mayor de Murcia, aunque el cargo fue desempeñado en su nombre por Enrique Pérez de Arana, repostero mayor de Alfonso X en esos momentos. En el verano de 1272 permaneció en Sevilla al mando de importantes fuerzas de caballería, dispuestas para luchar contra el Reino de Granada, para lo que le asesoraron su hermanastro Alfonso Fernández "el Niño", hijo ilegítimo de Alfonso X el Sabio, y Jofre de Loaysa. 
En 1272, durante la revuelta nobiliaria contra Alfonso X, intervino activamente en las negociaciones mantenidas entre su padre y los nobles sublevados, al lado sobre todo de su madre, la reina Violante de Aragón, y de su tío el infante Manuel de Castilla, hermano de Alfonso X y padre de Don Juan Manuel, que contaba con la predilección y la confianza de su hermano el rey. En marzo de 1273 participó en el "Ayuntamiento" de Almagro, en el que se trató el problema de la presión fiscal, así como el problema del cobro de los diezmos derivados de las aduanas, y el problema de los servicios de Cortes. En las Cortes de Burgos de 1274 el rey nombró al infante Fernando regente del reino o mayoral en su ausencia, mientras durase su viaje a Europa para llevar a cabo el "fecho del imperio".

### Gobernador del reino durante la ausencia de Alfonso X el Sabio (1274-1275)

Escudo de armas de la Casa de la Cerda, que fue ostentado por los descendientes del infante Fernando de la Cerda.

A la muerte de Enrique I de Navarra, el monarca dejó como heredera del trono a su hija la infanta Juana, que entonces contaba con dos años de edad. El rey de Jaime I de Aragón, abuelo del infante Fernando de la Cerda, reclamó el trono de Navarra, que también fue reclamado por la Corona de Castilla, aunque Alfonso X el Sabio traspasó sus derechos al trono navarro a su hijo primogénito, para evitar que el problema de la sucesión en Navarra retrasasen su viaje a Europa. Fernando de la Cerda marchó a sitiar la ciudad de Viana, lo que pudo haber provocado un conflicto con Aragón. Posteriormente ordenó el levantamiento del sitio. Desde febrero de 1275 hasta mediados del mes de marzo de ese mismo año residió en Valladolid. En abril de 1275 se halló presente en las Vistas de Valladolid, en las que intervinieron los obispos del reino. 
Ese mismo año, el día 25 de julio, falleció el infante Fernando de la Cerda de forma repentina en el alcázar de Ciudad Real, llamada en aquella época Villa Real, cuando iba a ponerse al frente del ejército destinado a combatir a los benimerines en el sur de la península. La Crónica de Alfonso X el Sabio relata así la muerte del infante, que aún no había alcanzado la edad de veinte años:

Et estando el infante don Ferrando en aquella villa, adolesció de gran dolencia. Et veyéndose quexado de la muerte, fabló con don Juan Núnnez e rogól mucho afincadamente que ayudase e fiziese en manera que don Alfonso, fijo deste infante don Fernando, heredase los regnos después de los días del rey don Alfonso su padre [...] Et luego este infante don Fernando finó en el mes de agosto.

## Sepultura

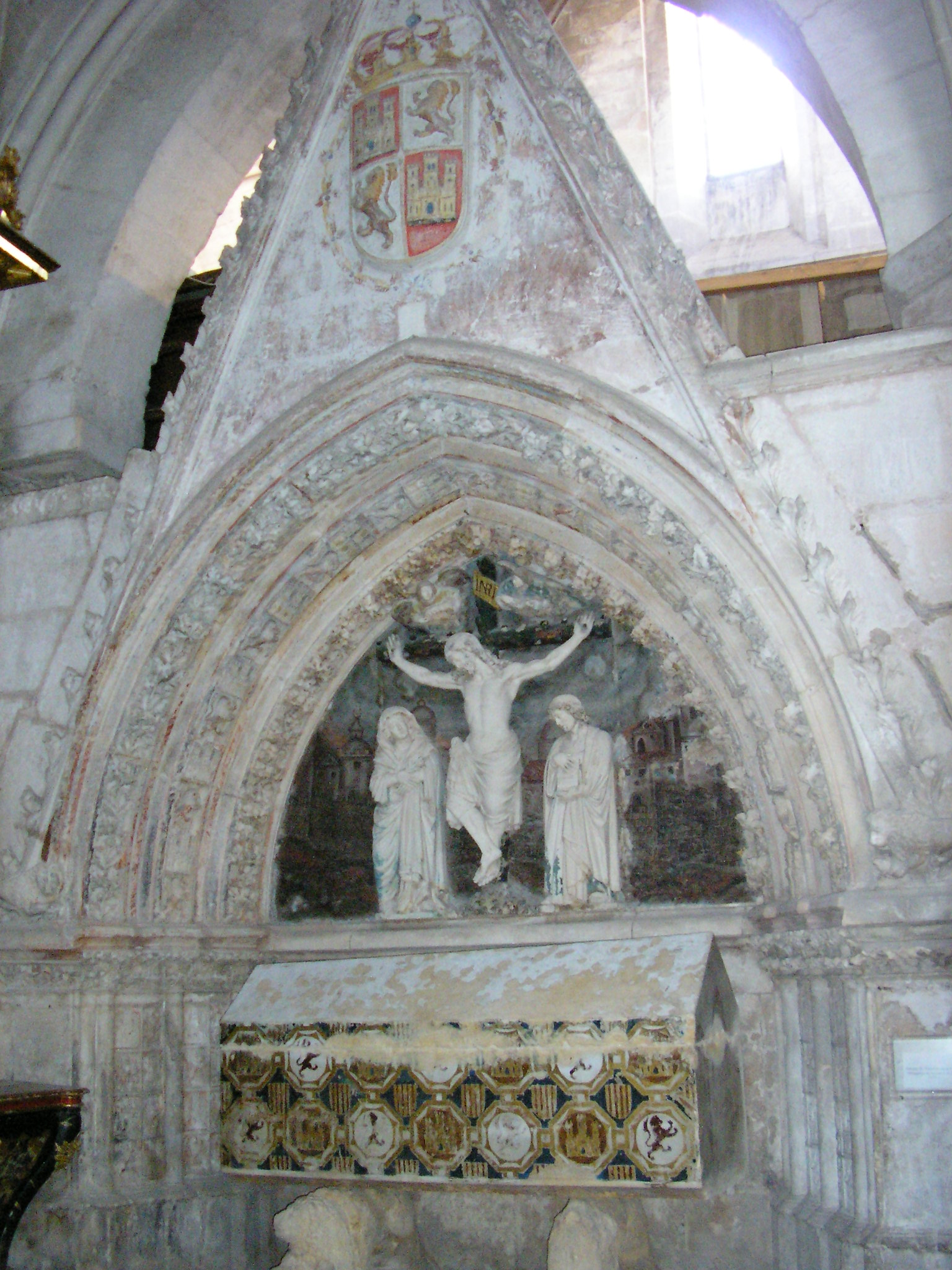
Sepulcro del infante Fernando de la Cerda en el monasterio de las Huelgas de Burgos.

Después de su defunción, el cadáver del infante Fernando de la Cerda recibió sepultura en el monasterio de las Huelgas de Burgos, que fue fundado en el siglo XII por Alfonso VIII de Castilla con el propósito de convertirlo en panteón real de la Casa de Castilla. Los restos del infante Fernando de la Cerda reposan en la actualidad en un sepulcro colocado en la nave de Santa Catalina del monasterio burgalés.
El sepulcro se encuentra cobijado bajo un arco con lucillos de arcos escalonados, bajo gablete con adornos vegetales y escudos de Castilla y León cuartelados, sin corona. Las arquivoltas interior y exterior del arco se encuentran adornadas con hojas de vid y racimos de uvas, mientras que la arquivolta central se adorna con castillos y leones. En el tímpano del arco aparece colocado un Calvario de bulto redondo, y en el fondo aparece pintada una representación de la Jerusalén celeste.
El sepulcro que contiene los restos del hijo primogénito de Alfonso X conserva su policromía, consistente en escudos, enmarcados en octógonos, de Castilla y León, apareciendo intercalados entre ellos escudos con las armas del Reino de Aragón, por ser la madre del infante hija de Jaime I el Conquistador. Durante la Guerra de la Independencia Española todos los sepulcros del monasterio fueron profanados por las tropas francesas, que buscaban objetos preciosos, siendo el sepulcro del infante Fernando de la Cerda el único que permaneció intacto, por estar situado delante de él el sepulcro de su hijo, Alfonso de la Cerda, que fue profanado junto con todos los demás. El ajuar que se extrajo del sepulcro, consistente en las vestiduras del infante, su anillo, su birrete, su espada, espuelas, talabarte y otra serie de objetos, se encuentra expuesto actualmente en el museo de Telas Medievales de Burgos, ubicado en el interior del monasterio de las Huelgas de Burgos y ha sido el ejemplo más claro encontrado para saber como se enterraba a los herederos de la Corona castellana.

## Matrimonio y descendencia
Contrajo matrimonio en la ciudad de Burgos el 30 de noviembre de 1269 con la infanta Blanca de Francia, hija del rey Luis IX de Francia. Y fruto de su matrimonio nacieron dos hijos, conocidos como los infantes de la Cerda:
- Alfonso de la Cerda (1270-1333). Se casó con Mahalda de Brienne-Eu, hija mayor de Juan I de Brienne, conde de Eu, y de Beatriz de Châtillon.[16]  Durante los reinados de Sancho IV, Fernando IV y Alfonso XI intentó hacer valer, infructuosamente, sus derechos al trono de Castilla y León.

- Fernando de la Cerda (1275-1322). Contrajo matrimonio con Juana Núñez de Lara, viuda del infante Enrique de Castilla el Senador, hijo de Fernando III.

| Predecesor: Alfonso García de Villamayor | Adelantado mayor de Murcia 1272-1274 | Sucesor: Manuel de Castilla |